# Salinas da Margarida
Salinas da Margarida é um município brasileiro do estado da Bahia. Sua população estimada em 2024 pelo IBGE era de 15 568 habitantes.
Está situado na porção sul do Recôncavo baiano, a cerca de 270 km da capital,  Salvador. Tem como municípios limítrofes Saubara, Maragogipe, Jaguaripe, além do limite marítimo com a ilha de Itaparica, onde se situam os municípios de Itaparica e Vera Cruz.

## História
A região era originalmente habitada pelos indígenas tupinambás. A partir de 1534, na fase inicial da colonização portuguesa, integrou a  Capitania da Baía de Todos os Santos - temporariamente abandonada, em razão da morte do seu donatário, Francisco Pereira Coutinho, em 1547, mas logo  recuperada (1548) pela Coroa Portuguesa.  
A partir de 1556, a região em que se situa o município passa a ser parte da Capitania de Itaparica e Tamarandiva, doada por D. João III ao seu vedor da Fazenda, D. Antônio de Ataíde, primeiro conde da Castanheira.
Na segunda metade do século XVIII, as cinco capitanias criadas a partir de 1534 (Porto Seguro, Bahia de Todos os Santos, São Jorge dos Ilhéus, Peroassu ou Paraguaçu e Itaparica e Tamarandiva) foram incorporadas à Capitania da Bahia de Todos os Santos. As ilhas de Itaparica e Tamarandiva retornaram definitivamente ao erário régio no ano de 1793.
Após a Independência do Brasil, durante o Segundo Reinado, a parte das terras da Capitania de Itaparica e Tamarandiva que era constituída de terrenos de marinha, passa a estar sob a autoridade da Capitania dos Portos da Bahia, e a área correspondente ao atual município de Salinas da Margarida é concedida ao comendador Manoel de Souza Campos, que ali instala duas fazendas: a Santa Luzia e a Conceição. Na época, essa área encontrava-se escassamente povoada, e os assentamentos mais próximos eram os de Barra do Paraguaçu, de um lado, e Encarnação, do outro, proximos dos limites de Salinas. 
Conta-se que, em viagem a Portugal, Manoel de Souza Campos teria visitado as salinas de Aveiro, por acreditar na possibilidade de explorar o sal em suas propriedades, dada a notável presença de apecuns ou salgados (zonas de transição, entre o manguezal e a terra firme,  caracterizadas pela alta salinidade ). Como não tinha experiência no assunto, Souza Campos trouxe de Aveiro o técnico José Soares. Em 1877, através da lei provincial nº 1744 é concedido, por cinco anos, a Manoel de Souza Campos e Horácio Urpia Júnior, o privilégio de estabelecerem salinas para evaporação natural. Em 1881, são inauguradas as primeiras salinas, dentro de uma das propriedades do comendador, no aldeamento conhecido como Ponta da Margarida, depois chamado Porto da Margarida. A origem desse topônimo é todavia incerta: segundo algumas fontes, faria referência ao nome de uma antiga moradora do local; já na versão de alguns habitantes da região, o nome seria alusivo à existência de uma grande quantidade de margaridas, na localidade.
A exploração do sal atraiu muitos trabalhadores, favorecendo o desenvolvimento do povoado. A Companhia Salinas da Margarida chegou a ser a décima maior empresa do Brasil, na virada dos séculos XIX e XX, e o futuro município acabaria por receber o mesmo nome da empresa.  Os primeiros povoados surgidos foram Arraial do Dourado e Caperenga, que cresceram impulsionados pela atividade salineira, a partir de 1885.
Além do sal, havia também, em Salinas, a exploração da piaçava nativa e do dendê, mas a pesca sempre foi a sua principal atividade econômica.

## Geografia
O município foi criado em 27 de julho de 1962, tendo os seguintes limites: ao norte, município de Santo Amaro e Baía de Todos os Santos; ao sul, municípios de Jaguaripe e Itaparica; a leste, município de Itaparica; a oeste, município de Maragojipe.
Com as modificações ocorridas no mapa geográfico do estado, em virtude da criação de novas unidades políticas, os atuais limites são: ao norte município de Saubara (parte desmembrada município de Santo Amaro) e a Baía de Todos os Santos; ao sul, municípios de Jaguaripe e Vera Cruz (parte desmembrada do município de Itaparica); a leste, município de Itaparica; a oeste, município de Maragojipe.
Salinas dista de Salvador, por acesso rodoviário direto 265 km e, utilizando-se o sistema ferry-boat, o percurso rodoviário é de 52 km, até o Terminal de Bom Despacho, na Ilha de Itaparica, e mais 13 km de travessia oceânica, até Salvador, dando um total de 69 km. Por via marítima direta o percurso é de 11 milhas.
O município de Salinas da Margarida é banhado pelas águas da Baía de Todos os Santos e está localizado entre a latitude 12º52’16” sul e longitude 38º45’52” oeste abrangendo segundos dados do IBGE, uma área de 148,33 km² tendo em área continental de 65 km². O clima é úmido a subsumido, e sua biodiversidade é de floresta ombrófila densa, com um importante e frágil ecossistema fluviomarinho identificado como manguezal preenchendo grande parcela da costa municipal.
Outro aspecto a observar é a diversidade geomorfológica da paisagem, traduzindo-se em baixada litorânea, planícies marinhas, fluviomarinhas e tabuleiros costeiros (tabuleiro do Recôncavo).
Com uma área de 65 km², Salinas é constituída pelos distritos de Dendê (Porto da Telha), Encarnação, Conceição de Salinas, Cairu e pelo povoado de Barra do Paraguaçu. Os distritos de Mutá e Cações, embora próximos da sede municipal de Salinas da Margarida, pertencem ao município de Jaguaripe.

### Praias

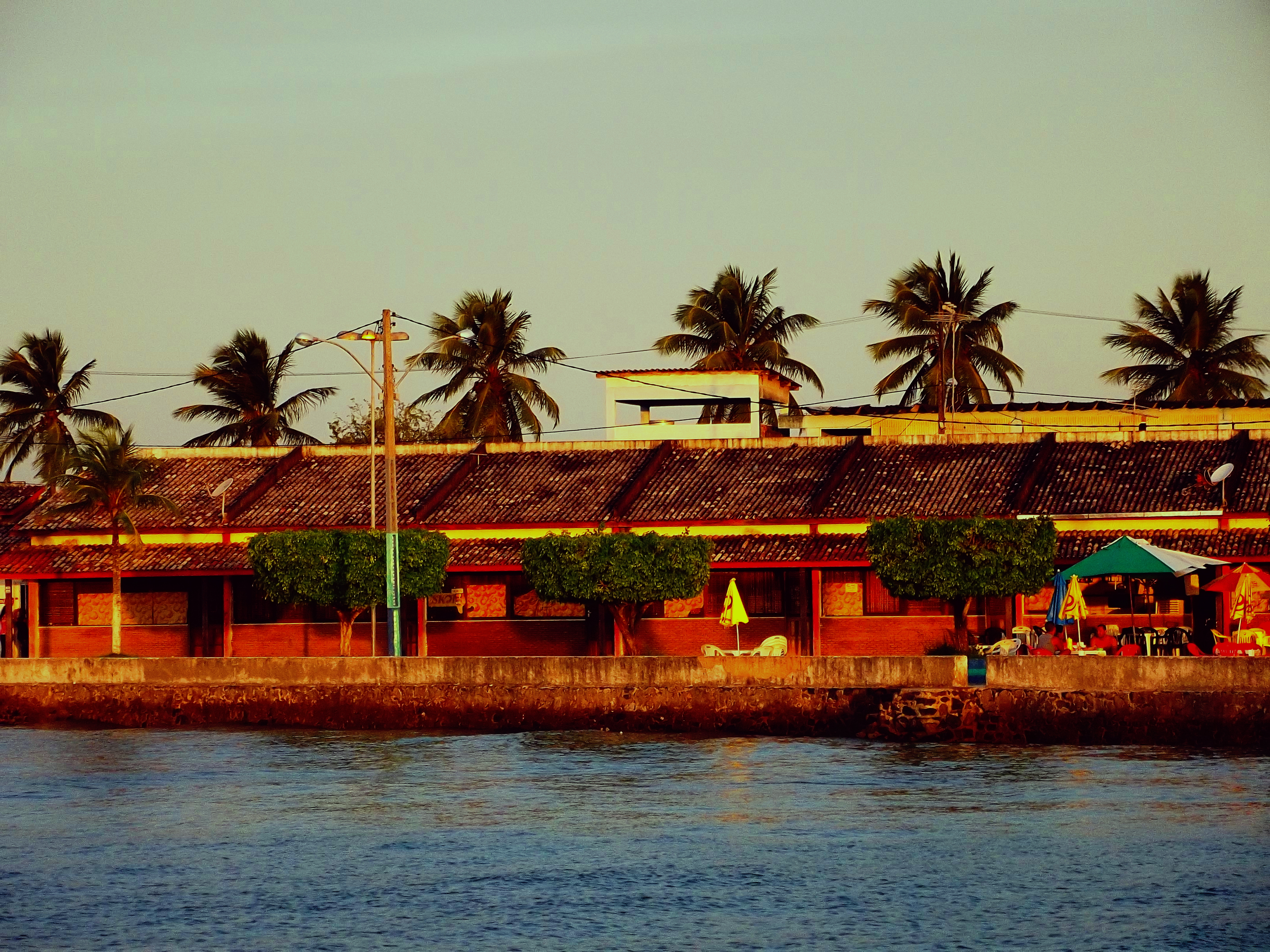
Bares e restaurantes na Praia da Ponte, Salinas da Margarida.

- Barra do Paraguaçu
- Porto da Telha
- Ponta do Dourado
- Cairu
- Conceição
- Encarnação
- Pedra Mole
- Camboruí
- Praia do Amor]

### Comunidades
- Conceição de Salinas (comunidade quilombola) [11]
- Encarnação de Salinas